# Pinheyschna moori
Pinheyschna moori – gatunek ważki z rodziny żagnicowatych (Aeshnidae).